# Minorités ethniques en Pologne

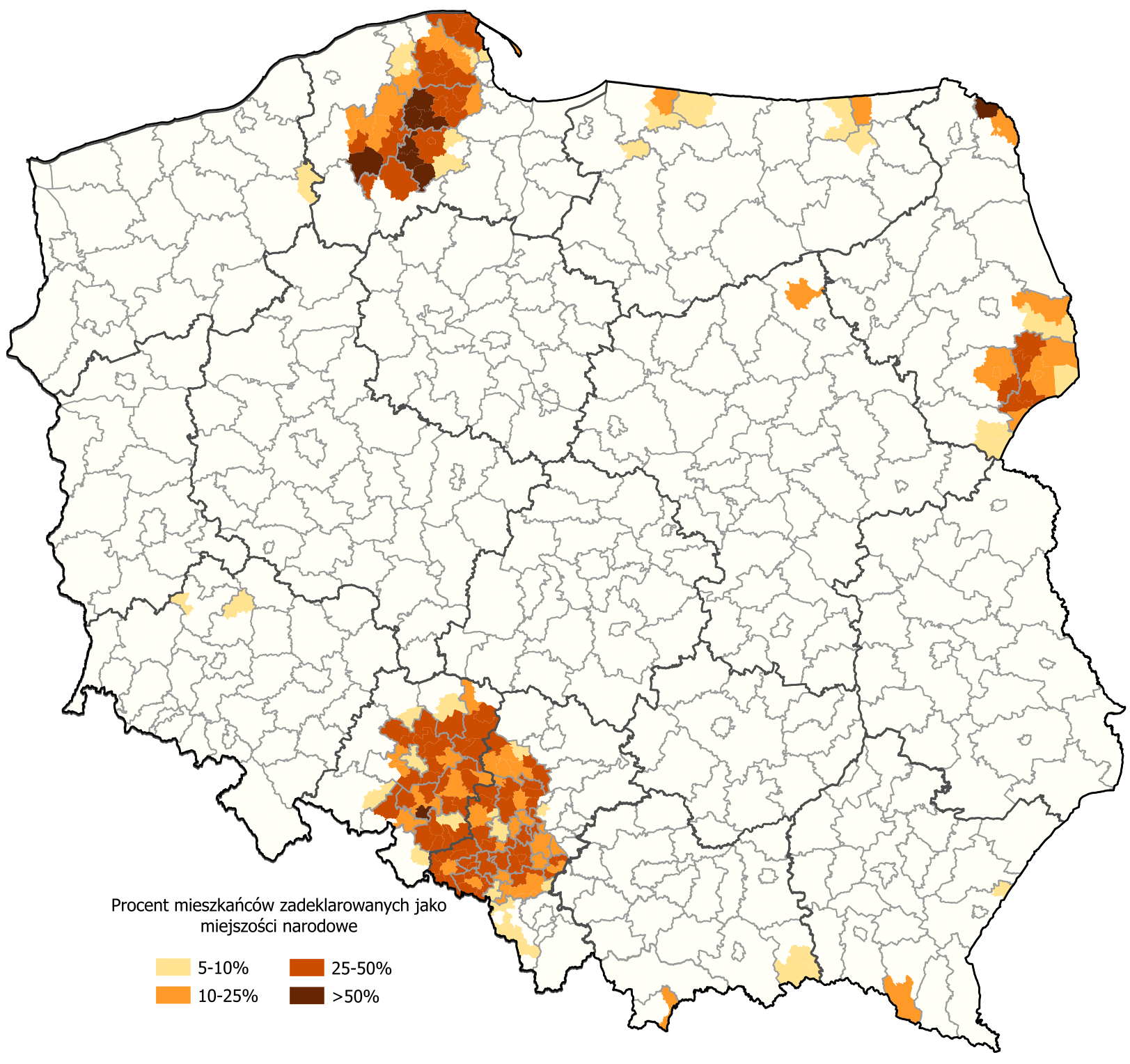
Minorités ethniques de Pologne en 2021.

Après des siècles de relative diversité ethnique, la population de la Pologne moderne est devenue presque entièrement ethniquement homogène en raison des changements frontaliers et des transferts de population, conséquences de la Seconde Guerre mondiale. Il existe néanmoins un certain nombre des minorités ethniques en Pologne ; certaines issues de l'immigration, et d'autres autochtones.

## Aperçu historique

### Royaume de Pologne et République des Deux Nations
Bien que le concept de minorité ethnique soit un concept moderne, la Pologne est historiquement un pays multiethnique. L'afflux précoce de Tchèques, de Hongrois, de Slovaques et d'Allemands dans le pays fut particulièrement notable et ils formèrent d'importantes minorités dans les centres urbains. L'Union avec la Lituanie en 1569 fait entrer les Lituaniens et les Ruthènes dans la population de la Pologne.
Une estimation de 1493 évaluait la population combinée de la Pologne et de la Lituanie à 7,5 millions de personnes, dont la répartition selon l'appartenance ethnique est comme suit :
- 3,25 millions de Polonais ;
- 3,75 millions de Ruthènes (actuels Ukrainiens et Biélorusses) ;
- 0,5 million de Lituaniens[1].

Religions en Pologne-Lituanie vers 1572.

En 1618, après la Trêve de Déoulino, le territoire de la République des Deux Nations s'agrandit des voïvodies de Tchernihiv et de Smolensk et sa population atteint 12 millions d'habitants. La répartition ethnique se fait comme suit :
- Polonais – 4,5 millions ;
- Ukrainiens – 3,5 millions ;
- Biélorusses – 1,5 million ;
- Lituaniens – 0,75 million ;
- Prussiens – 0,75 million ;
- Juifs – 0,5 million ;
- Livoniens – 0,5 million.

À cette époque, la szlachta (noblesse) représentait 10 % de la population du pays et les bourgeois 15 %.
Avec les pertes démographiques et territoriales du milieu et de la fin du XVIIe siècle, la population de la République était tombée en 1717 à neuf millions d'habitants, répartie comme suit :
- 4,5 millions de Polonais ;
- 1,5 million d'Ukrainiens ;
- 1,2 million de Biélorusses ;
- 0,8 million de Lituaniens ;
- 0,5 million de Juifs ;
- 0,5 million d'autres ethnies[2].

#### Autres minorités ethniques notables

##### Écossais
Les Écossais ont émigré en Pologne (pl) en grand nombre au milieu du XVIe siècle. La plupart d'entre eux venaient des Highlands et étaient principalement catholiques et épiscopaliens, fuyant les persécutions religieuses et les conditions économiques difficiles. Il existait des flux commerciaux importants entre les ports de l'est de l'Écosse, comme Dundee, Leith et Aberdeen, et des villes comme Gdańsk et Königsberg. William Lithgow, qui visita la Pologne en 1616, rapporta qu'environ 30 000 familles écossaises vivaient dans le pays qu'il décrivit comme « ... une mère et une nourrice pour la jeunesse et les jeunes d'Écosse... les habillant, les nourrissant et les enrichissant ». Beaucoup venaient de Dundee et d'Aberdeen, et pouvaient être trouvés dans des villes des rives de la Vistule, jusqu'à Cracovie. On pense que de nombreux Polonais ont une ascendance écossaise qu'ils ignorent,.

##### Slovinces
Les Slovinces parlent un dialecte proche du cachoube mais se distinguent de ces derniers par leur foi luthérienne. Germanisés au début du XXe siècle, ils émigrent tous en Allemagne après 1945.

### La deuxième république de Pologne

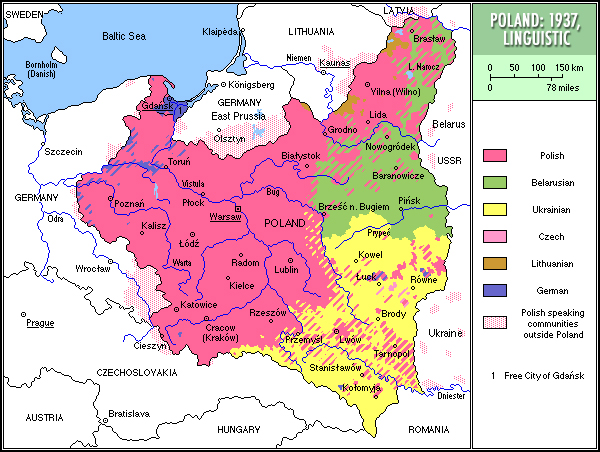
Carte linguistique de la Pologne en 1937.

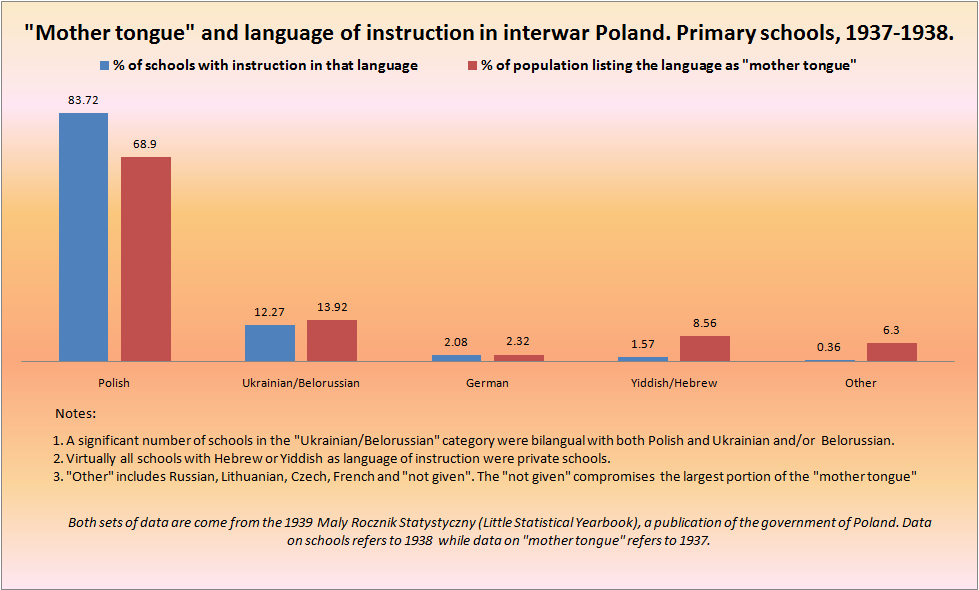
Langues d'enseignement dans les écoles polonaises de l'entre-deux-guerres et « langues maternelles » ethniques, vers 1937-1938.

Selon le recensement polonais de 1921, 30,8 % de la population plonaise étaient constitués de minorités ethniques. Cette situation résulte en partie de la victoire de la Pologne dans la guerre polono-soviétique et par les importants gains territoriaux à l'est qui en ont résulté. Selon le recensement polonais de 1931 (cité par Norman Davies), 68,9 % de la population était ethniquement polonaise, 13,9 % ukrainienne, environ 10 % juive, 3,1 % biélorusse, 2,3 % allemandr et 2,8 % appartenaient à d'autres groupes ethniques (surtout des Lituaniens, des Tchèques et des Arméniens). Il existait également de plus petites communautés de Russes et de Roms. La situation des minorités était complexe et évolue beaucoup au cours de cette période.
La Pologne était également une nation composée de nombreuses religions. En 1921, 16 057 229 Polonais (environ 62,5 %) étaient catholiques romains, 3 031 057 (environ 11,8 %) étaient catholiques de rite oriental (principalement des catholiques ukrainiens de rite grec et arménien), 2 815 817 (environ 10,95 %) étaient grecs orthodoxes, 2 771 949 (environ 10,8 %). étaient juifs et 940 232 (environ 3,7 %) étaient protestants (pour la plupart luthériens). En 1931, la Pologne comptait la deuxième plus grande population juive au monde : un cinquième de la population totale du pays, soit environ 3 136 000 personnes.

## République populaire de Pologne et troisième République

### La république populaire de Pologne
Avant la Seconde Guerre mondiale, un tiers de la population polonaise appartenait à des groupes ethniques minoritaires. Cependant, la plupart des minorités polonaises ont disparu après la guerre, en raison de la révision des frontières de 1945 et de l'Holocauste. Sous l'égide de l'Office National du Rapatriement (en) (Państwowy Urząd Repatriacyjny), des millions de Polonais ont été contraints de quitter leurs foyers dans la région orientale des Confins et de s'installer dans les anciens territoires allemands de l'ouest. Environ cinq millions d’Allemands demeurés sur place (à peu près huit millions d'entre eux avaient déjà fui ou été expulsés et environ un million avaient été tués entre 1944 et 1946) furent également expulsés de ces territoires vers les zones d’occupation alliées. Les minorités ukrainiennes et biélorusses se retrouvent désormais pour la plupart à l'intérieur des frontières de l'Union soviétique ; ceux qui s'opposaient à cette nouvelle politique (comme ce fut le cas de l'armée insurrectionnelle ukrainienne dans la région des monts Bieszczady) furent réprimés à la fin de l'année 1947 dans le cadre de l'opération Vistule.
La population juive de Pologne, la plus grande communauté juive d’Europe d’avant-guerre avec ses 3,3 millions de membres environ, est presque entièrement détruite en 1945. Environ trois millions de Juifs sont morts de faim dans les ghettos et les camps de travail, ou ont été massacrés dans les camps d'extermination nazis ou par les escadrons de la mort des Einsatzgruppen. Entre 40 000 et 100 000 Juifs polonais ont survécu à l’Holocauste en Pologne, 50 000 à 170 000 autres ont été rapatriés d’Union soviétique et 20 000 à 40 000 sont venus d’Allemagne et d’autres pays. Au plus fort de l'après-guerre, il y avait entre 180 000 et 240 000 Juifs en Pologne, installés principalement à Varsovie, Łódź, Cracovie et Wrocław.

### Droits des minorités ethniques dans la troisième république de Pologne
Les droits des minorités ethniques en Pologne sont garantis par l'article 35 de la Constitution de 1997 :
1. La République de Pologne garantit aux citoyens polonais appartenant à des minorités nationales ou ethniques la liberté de conserver et de développer leur propre langue, de maintenir leurs coutumes et traditions et de développer leur propre culture.
2. Les minorités nationales et ethniques ont le droit de créer des institutions éducatives et culturelles, des institutions destinées à protéger l'identité religieuse, ainsi que de participer à la résolution des questions liées à leur identité culturelle.

La loi sur les minorités ethniques et nationales et sur la langue régionale du 6 janvier 2005 stipule que pour être reconnu comme minorité ethnique ou nationale, un groupe doit résider en Pologne depuis au moins 100 ans ; ce qui exclut les minorités reconnues par le régime communiste, comme les Grecs. Il existe trois catégories de minorités reconnues en Pologne : neuf « minorités nationales » (les Biélorusses, Tchèques, Lituaniens, Allemands, Arméniens, Russes, Slovaques, Ukrainiens et Juifs) ; quatre minorités « ethniques » (les Karaites, Lemkos, Roms et Tatars) ; et la minorité linguistique régionalement délimitée des Cachoubes,.
La Pologne a ratifié la Charte européenne des langues régionales ou minoritaires le 12 février 2009. Ainsi sont reconnues des :
1. Langues minoritaires : biélorusse, tchèque, hébreu, yiddish, karaïm, cachoube, lituanien, dialectes lemko, allemand, arménien, romani, russe, slovaque, tatar et ukrainien ;
2. Langue régionale : cachoube ;
3. Langues des minorités nationales : biélorusse, tchèque, hébreu, yiddish, lituanien, allemand, arménien, russe, slovaque et ukrainien ;
4. Langues des minorités ethniques : karaïm, lemko, romani et tatar ;
5. Langues non territoriales : hébreu, yiddish, karaïm, arménien et romani.

Les minorités disposent d'un certain nombre de droits, notamment en ce qui concerne la signalisation routière et le droit à l'éducation dans la langue maternelle, le développement culturel, et la non-assimilation. Dans les communes (gminy) où elles constituent plus de 20 % de la population, elles ont droit de recevoir les communications officielles dans leur langue maternelle. Ces communes doivent être inscrites sur le registre officiel des communes bilingues, et des incitations existent pour que les fonctionnaires de ces communes apprennent la langue régionale.

## Données démographiques actuelles
Lors du recensement polonais de 2002 (en), 96,7 % des recensés ont déclaré avoir la nationalité polonaise et 97,8 % ont déclaré parler polonais à la maison. Lors du recensement de 2011, 1,44 % des 39 millions d'habitants de la Pologne ont déclaré avoir une ascendance autre que polonaise. Ce chiffre comprenait 418 000 personnes s'identifiant comme Silésiennes et 17 000 comme Cachoubes. Les minorités reconnues représentaient 0,3 % de la population : 49 000 Allemands, 36 000 Ukrainiens, 7 000 Lemkos, 37 000 Biélorusses, 12 000 Roms, et 8 000 Russes ; 0,2 % de la population étaient des citoyens étrangers,.
Recensement de 2002 :
- 38 230 080 – Population totale de la Pologne
- 36 983 720 – Polonais
- 774 885 – Nationalité non précisée
- 471 475 – Non polonais ou multiethnique

Recensement polonais de 2011 (en) :
- 38 512 000 – Population totale de la Pologne
- 36 157 000 – origine ethnique polonaise
- 951 000 – Nationalité non précisée
- 1 404 000 – Non polonais ou multiethnique.

### Liste des minorités

#### Africains
- Effectifs : un peu moins de 12 000[20] ressortissants d'Afrique subsaharienne en 2025, surtout à Varsovie.

#### Allemands

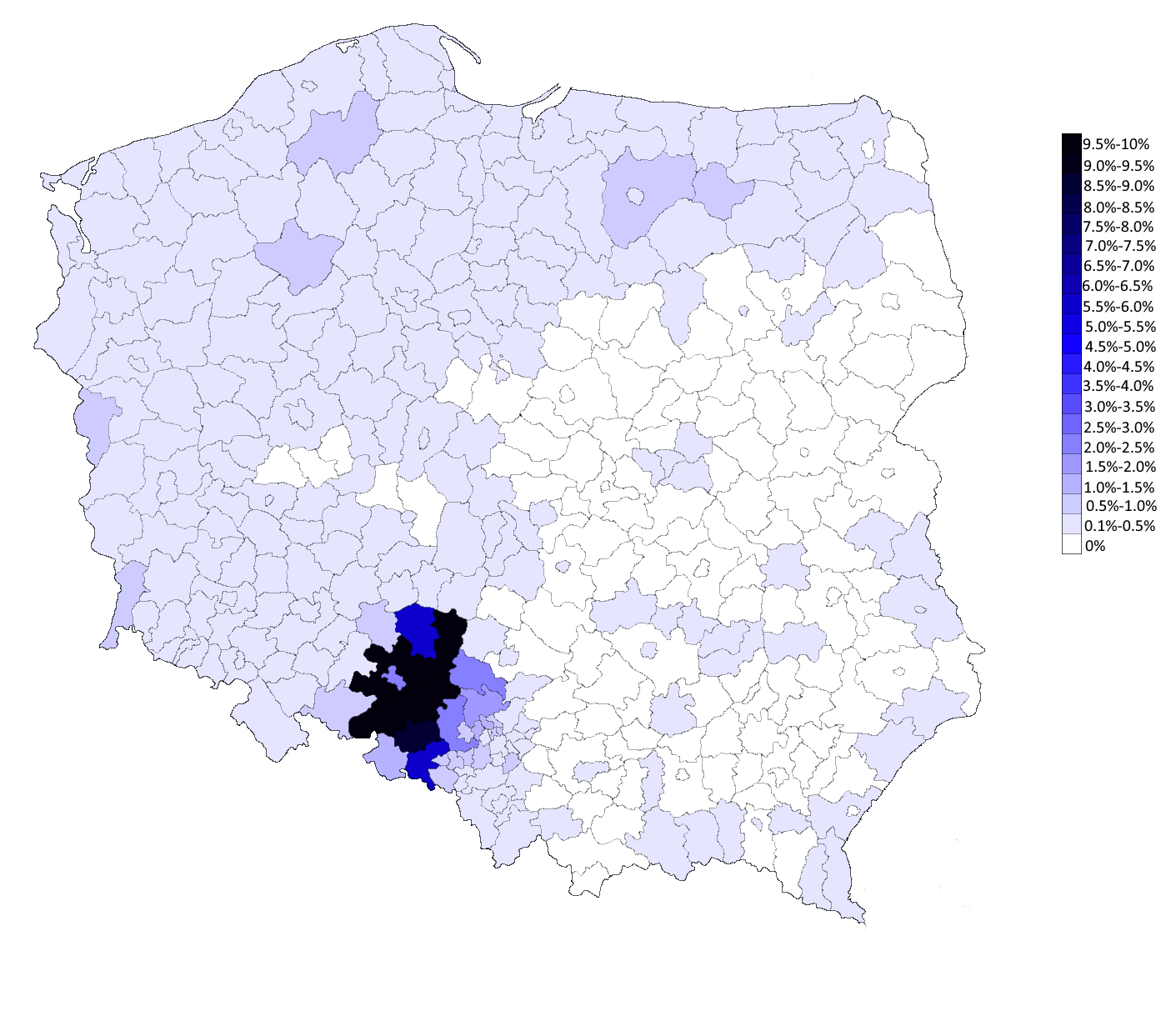
Proportion d'Allemands par commune polonaise en 2021.

- Effectifs : environ 147 000 personnes en 2002[14] ; bien plus par le passé. Les Allemands ont commencé à s'installer en Pologne durant le Moyen-Âge. Ils disposent de leur propre parti politique.

#### Arméniens
- Effectifs : jusqu'à 92 000 personnes[21].

#### Bangladais
- Effectifs : 18 000 personnes[22].

#### Biélorusses

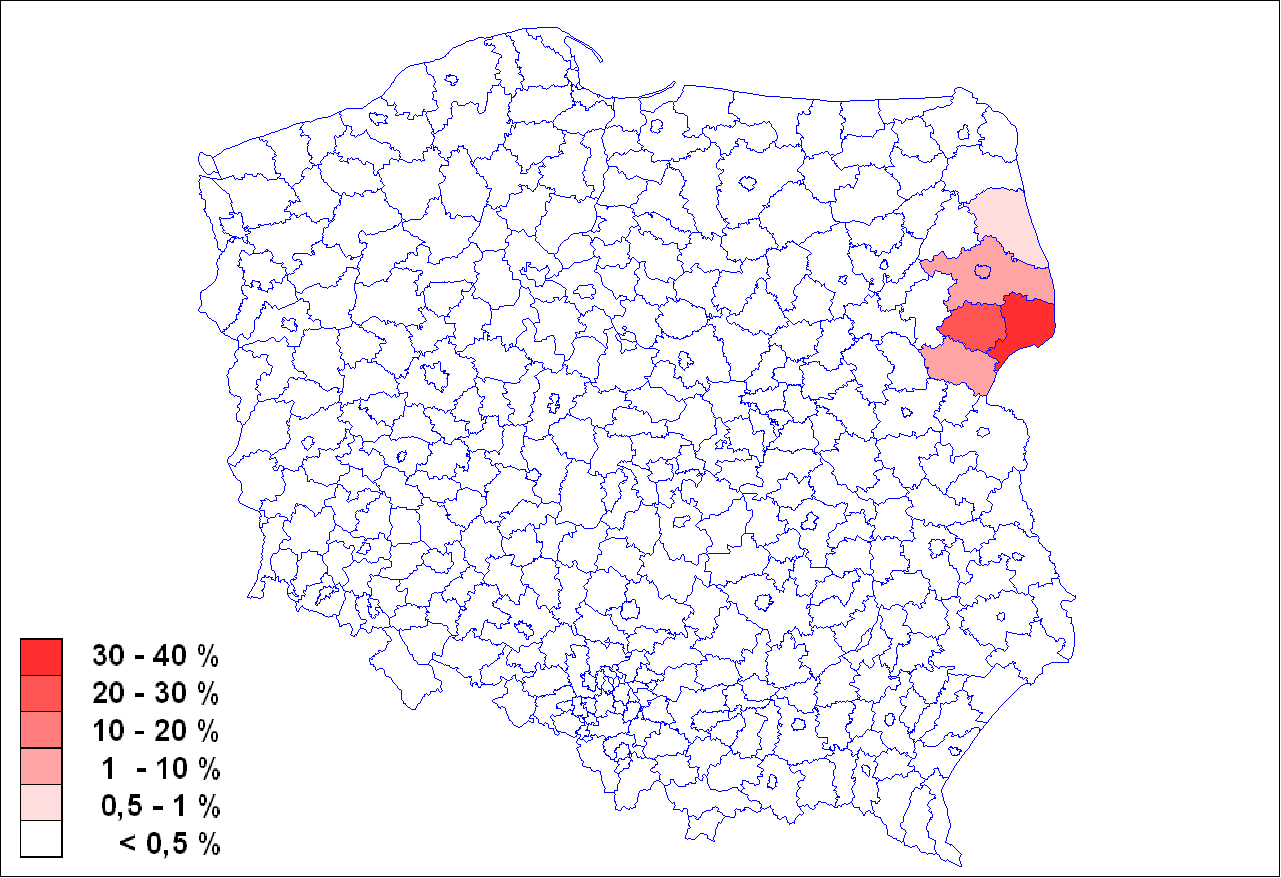
Répartition des Biélorusses de Pologne.

- Effectifs : 47 000 personnes[23], surtout autour de Białystok et près de la frontière biélorusse.

#### Cachoubes

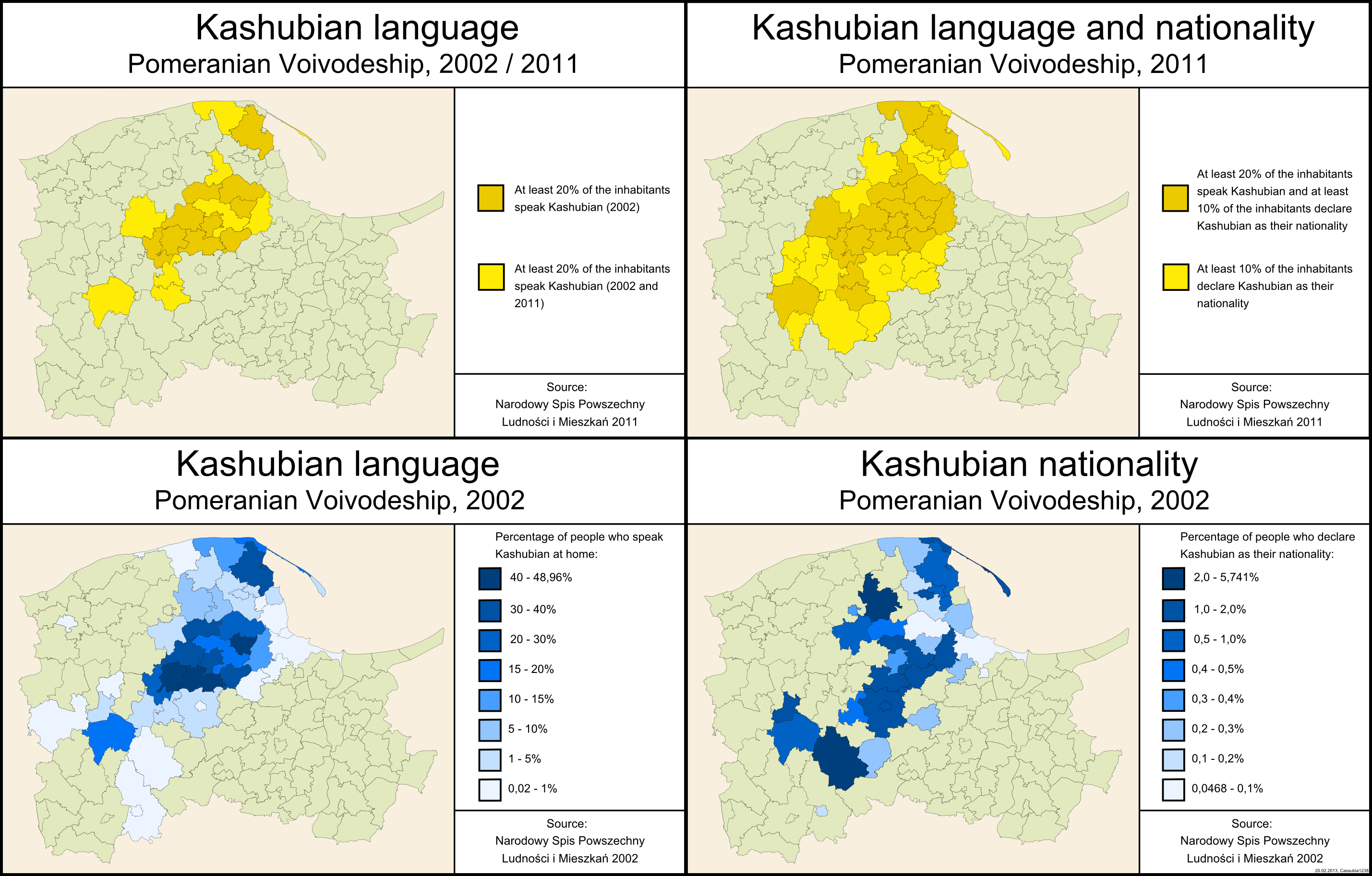
Lange et nationalité cachoubes dans la voïvodie de Poméranie.

Lors du recensement de 2002, 5 100 personnes ont déclaré leur appartenance ethnique Cachoube ; 52 665 ont déclaré le cachoube comme langue maternelle. Dans dix communes, plus de 20 % de la population parlait cachoube : Przodkowo (49 %), Sulęczyno (48,6 %), Stężyca (43,2 %), Sierakowice ( 39,9 %), Linia (35,5 %), Chmielno (34,8 %), Puck (30,9 %), Somonino (30,8 %), Szemud (26,3 %) et Parchowo (22,6 %). Lors du recensement de 2011, le nombre de personnes citant l'ethnie cachoube comme première ethnie est passé à 17 000 ; 229 000 ont déclaré être Cachoubes comme première ou deuxième ethnie.

#### Géorgiens
- Effectifs : 10 000 personnes en 2011[24], 27 000 en 2023[25] ; les Géorgiens sont le groupe d'immigrants dont la population croît le plus rapidement en Pologne[25].

#### Gorals
Les Gorals sont un groupe ethnique du sud de la Pologne parlant un dialecte polonais fortement influencé par le slovaque, que certains Polonais urbains ont du mal à comprendre. Les Gorals polonais vivent principalement dans la région de Podhale et sont séparés des Gorals slovaques par les montagnes des Hautes Tatras.

#### Grecs
- Effectifs : environ 3 600 personnes.

#### Juifs
- Effectifs : données très variables, oscillant entre 7 353 en 2011[27], 10 000 ou 20 000[28],[29].

#### Karaïmes
- Effectifs : 45 en 2002.

#### Lemkos
- Effectifs : 5 850 en 2002.

#### Lituaniens
- Effectifs : 5 846 personnes ; 74,4 % des habitants de la gmina de Puńsk sont Lituaniens[30].

#### Roms
- Effectifs : 12 731 personnes[14].

#### Russes
- Effectifs : environ 13 000 personnes en 2011[31] ; 34 215 en 2021.

#### Silésiens

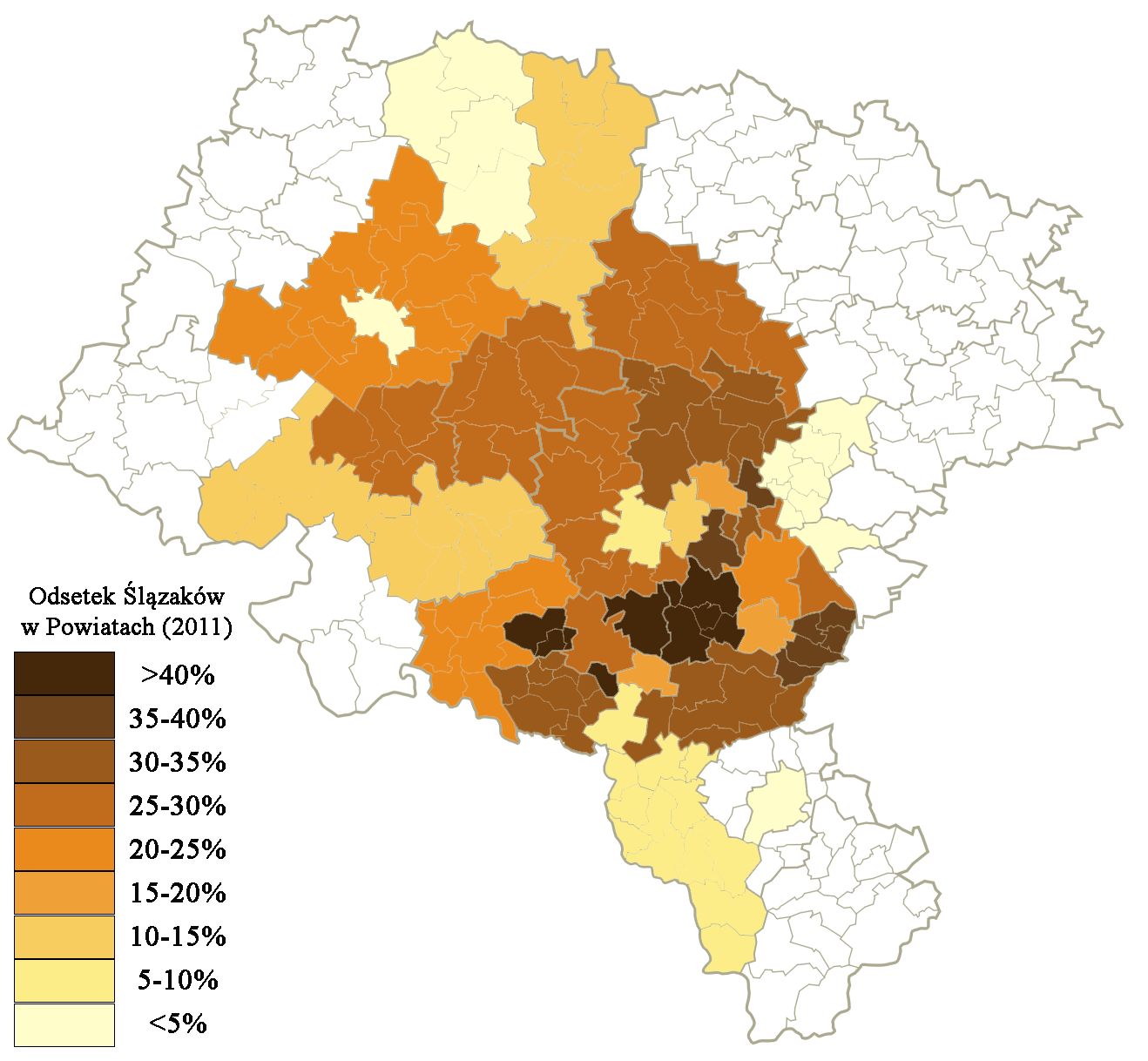
Proportion de Silésiens dans les voïvodies d'Opole et de Silésie.

Lors du recensement de 2002, 173 153 répondants ont déclaré leur appartenance à l'ethnie silésienne et environ 60 000 ont indiqué avoir le silésien comme langue maternelle. Lors du recensement de 2011, l'appartenance ethnique silésienne a été déclarée par 809 000 répondants sur les cinq millions de personnes de la région.

#### Tatars
- Effectifs : 3 000. De petites populations de Tatars baltiques pratiquent toujours l'islam. Certaines villes polonaises, principalement dans la voïvodie de Podlachie, disposent de ce fait de mosquées tatares. Les Tatars sont arrivés en tant que soldats mercenaires à la fin du XIVe siècle.

#### Ukrainiens
- Effectifs : 27 172 en 2002 ; 5 400 000 en 2022[33]. La population ukrainienne de Pologne a énormément augmenté depuis le déclenchement de la guerre russo-ukrainienne en 2022.

#### Vietnamiens
- Effectifs : entre 40 000 et 60 000 en 2022[34].